# Juicio de cuentas
El juicio de cuentas es aquel que se realiza por un órgano jurisdiccional especial para fiscalizar la actuación de la administración, mediante la exigencia de responsabilidad contable por hechos distintos del alcance de caudales o efectos públicos. 
Puede tener lugar ante un Tribunal de Cuentas, una vez concluido el examen y comprobación de cualquier cuenta, grupos de cuentas o los correspondientes procedimientos de fiscalización. Su finalidad es indemnizar los daños y perjuicios causados en los caudales o fondos públicos por parte de quienes, estando encargados de su manejo, custodia, utilización o intervención, provocaron una malversación de caudales públicos, con dolo, culpa o negligencia graves y con infracción de norma contable o presupuestaria.